# Nou Vin Lakay
Nou Vin Lakay es una banda de reggae de Caracas Venezuela. Se crea en febrero de 2005 en la popular parroquia de Caricuao en Caracas, Venezuela. 
Esta banda se inclina hacia el reggae roots, el raggamuffin y el hip hop. Sus líricas transmiten un mensaje de vida, como lo han hecho todas las agrupaciones precursoras de reggae. A pesar del corto tiempo que tiene conformada, Nou Vin Lakay ha tenido la oportunidad de compartir escenarios con bandas nacionales como Ónice, Papashanty Saund System, Jahbafana, Negus Nagast, Dur Dur,trabuco Contrapunto, entre otras. 
También se ha presentado junto a artistas internacionales como Los Cafres, Junior P, Jhonny Dread, Fidel Nadal e Israel Vibration. Ha participado en el 1.er Festival de Reggae de Caricuao 2005, en Tiuna Reggae Fuerte y en el Festival de la Radio Perola, Caricuao.
Zone Records, y del cual proviene el tema seleccionado para su participación en el catálogo discográfico VenezuelaDemo.

## Miembros
- James Lakay - Voz
- Adelkys Martínez - Voz
- Mackil Marquez - Guitarrista
- Germán "Tiburón" Gómez - Teclados
- Leonardo Guerra - Bajista
- Erick Carucci - Guitarrista
- Cristhopher León - Baterista
- Liber Hermoso - Teclados

## Historia
Hablar de la agrupación venezolana Nou Vin Lakay es hablar de reggae roots, dance hall, hip. hop y ritmos caribeños. Esta banda se caracterizada por tener un sonido original tomando como base y estandarte la música reggae que fue el motivo que unió por primera vez a sus integrantes: Adelkys Martínez (voz), James Douny (voz), Eric Caruci (guitarra), Tadeusz Coba (guitarra), Tony Hidalgo (teclados), Germán Gómez (teclados), Mervin Mejías (percusión), Ras Neftalí (batería) y Ras Levi (bajo).
Formada en 2005, en la popular parroquia capitalina de Caricuao, Nou Vin Lakay ha cultivado con un imparable trabajo, la aceptación del público amante del reggae y la buena música, así mismo ha compartido tarima con la mayor parte de las bandas destacadas del género en Venezuela, tales como: Ónice, Dur Dur, Jahbafana, Negus Nagast, Papashanty, Udska, Palmeras Caníbales, Desorden Público, entre otros. 
De esa misma manera ha compartido escena con artistas internacionales como: Los Cafres (Argentina), Gondwana (Chile), Fidel Nadal (Argentina), Jhonny dread (Miami), Israel Vibración (Jamaica) Zona Ganjah (Chile) Michel Rose (Jamaica) Stephen Marley (Jamaica), Natty Congo Crew (México).
La agrupación cuanta en su haber con dos placas discográficas la primera lleva como nombre De la casa  el cual traduce el nombre de la banda al español, fue reeditado en México por el sello disquero Natty Congo Records, siendo esto trascendental para la agrupación y un alcance importante para el reconocimiento internacional, temas como "Natural", "Jah Revolution" y "Respec for Haitians" se encuentran en este disco el cual fue grabado en el año 2006 y editado en 2007.
La segunda producción de NVL es grabada y editada en el año 2009 temas como "Te amaré", "SOS Tierra", y las participaciones especiales de Onechot en el tema lluvia, Empire Isis en el tema "Misión", Solo Sol, y Alerta Kamarada el tema "Mamá", le dan el nombre de Evoluzion a este álbum cargado de reggae y música para el mundo.
A nivel internacional la agrupación en el año 2008 visita Colombia por primera vez presentándose en la ciudad de Cali, teniendo gran receptividad por parte del público, ese mismo año pisa tierras mexicanas participando en la octava edición del festival extremo entre las ciudades de Guadalajara y México DF, compartiendo escena con artistas como: Quinto sol, Jah Fabio, Subtil, Stephen Marley, Michael Rose, Gondwana, entre otros.
En 2009 visitan Colombia por segunda vez en esta oportunidad van a la capital Bogotá, participando en el Roots Love and Reggae, en contra de la violencia, donde compartiendo escenario con Alerta kamarda, Jr. Sambo huevó atómico.
Finalmente en marzo de 2011 regresan a Colombia esta vez presentándose por primera en la ciudad de Pereira en la cual se superaron expectativas con la asistencia del público, así mismo en la ciudad de Bogotá cerrando la cuarta edición del Black sound Festival.